# HI Близнецов
HI Близнецов (лат. HI Geminorum) — двойная затменная переменная звезда (E) в созвездии Близнецов на расстоянии приблизительно 2 356 световых лет (около 722 парсек) от Солнца. Видимая звёздная величина звезды — от +13,1m до +12m. Орбитальный период — около 4,6916 суток.
Открыта французским астрономом Роже Риголе в 1953 году*.

## Характеристики
Первый компонент — жёлто-оранжевая звезда спектрального класса G-K. Радиус — около 4,93 солнечных, светимость — около 13,461 солнечных. Эффективная температура — около 4977 К.